# Конкурс русских инноваций
Ко́нкурс ру́сских иннова́ций — конкурс инновационных проектов, организованный деловым журналом «Эксперт». Конкурс проводится ежегодно начиная с 2001 года.
Конкурс ежегодно собирает несколько сотен проектов. Экспертный совет ранжирует и отбирает проекты, имеющие лучшие научно-технические, экономические и финансовые показатели.
Победителям конкурса вручаются памятные знаки «Надежда» и почётные дипломы. Кроме того, ряду победителей конкурса вручаются специальные призы, предоставленные спонсорами конкурса.
Среди целей конкурса организаторы выделяют развитие инновационной деятельности в России, привлечение инвестиций в инновационную сферу, содействие повышению активности учёных и научных работников, изобретателей, инженерно-технических работников, формирование благоприятного общественного мнения об инновационном потенциале России.

## Типы проектов и номинации
Конкурс проводится по четырём типам проектов:
- Проекты «Белой Книги» — работы, которые в будущем могут оказать критическое влияние на экономику. Для реализации таких проектов могут требоваться огромные инвестиции и длительные сроки реализации (10-20 лет). Проекты могут находиться на самых ранних стадиях развития и представлять результаты проведенных научно-исследовательских работ. Проекты «Белой книги» могут быть поданы как от имени организации, так и от физического лица.

- Перспективные проекты — работы, находящиеся на ранних стадиях разработки, не имеющие опытного образца и требующие проведения значительной доли научно-исследовательских и опытно-конструкторских работ. Перспективные проекты могут подаваться как от имени организации, так и от физического лица.

- Инновационные проекты — работы, предполагающие высокую степень готовности, наличие опытного образца продукции и проработанной стратегии коммерциализации разработки. Инновационные проекты могут быть поданы только от имени организации, реализующей проект.

- История успеха — реализованные инновационные проекты, в результате выполнения которых на рынок в последние 3 года были выведены на рынок новые товары, технологии, продукты, услуги. Представлять такие проекты могут только организации.

По каждому типу проектов определяется победитель в соответствующей номинации:
- Лучший проект «Белой книги»
- Лучший перспективный проект
- Лучший инновационный проект
- Лучший проект «История успеха»

## Экспертный совет
Экспертный совет конкурса объединяет экспертов трех типов.
Во-первых, это представители органов государственной власти разных уровней. В составе Экспертного совета бывший министр образования и науки РФ А. А. Фурсенко, заместитель министра информационных технологий и связи Д. А. Милованцев, заместитель руководителя федерального агентства по особым экономическим зонам М. В. Рычев, директор Фонда содействия развитию малых форм предприятий в научно-технической сфере И. М. Бортник, начальник отдела развития механизмов частно-государственного партнерства министерства экономического развития и торговли Ю. П. Аммосов, министр правительства Москвы М. М. Вышегородцев, начальник отдела науки администрации Советского района (Академгородка) Новосибирска О. В. Валиева.
Второй тип экспертов — это учёные и ведущие специалисты в различных отраслях знания. В числе экспертов — академики РАН: Ю. И. Журавлёв, М. В. Алфимов, В. Е. Накоряков, В. М. Бузник, К. Г. Скрябин; 2 члена-корреспондента РАН: М. В. Ковальчук и М. Р. Предтеченский.
Третий тип экспертов — представители бизнеса. Каждый год в состав экспертного совета входят представители нескольких компаний, ставших победителями предыдущего конкурса.